# Claudio Pombo
Claudio Martín Pombo (Gualeguaychú, 28 aprile 1994) è un calciatore argentino, centrocampista del Temperley.

## Caratteristiche tecniche
È un centrocampista centrale.

## Carriera
Cresciuto nel settore giovanile del River Plate, nel 2013 inizia la propria carriera professionistica firmando con la Juventud Unida; debutta in prima squadra il 7 novembre 2013 in occasione dell'incontro di Copa Argentina perso 2-1 contro il Gimnasia (CdU).
In totale con il club biancozzurro colleziona 77 presenze fra campionato e coppe, intervallate da un prestito all'Huracán Goya nel 2016, in quarta divisione. Nel 2018 viene acquistato dall'Atl. Tucumán con cui gioca un solo incontro nella massima divisione argentina.
Nel luglio del 2019 firma con il Sarmiento (J).

## Statistiche

### Presenze e reti nei club
Statistiche aggiornate al 17 agosto 2021.
| Stagione        | Squadra           | Campionato      | Campionato | Campionato | Coppe nazionali | Coppe nazionali | Coppe nazionali | Coppe continentali | Coppe continentali | Coppe continentali | Altre coppe | Altre coppe | Altre coppe | Totale | Totale |
| Stagione        | Squadra           | Comp            | Pres       | Reti       | Comp            | Pres            | Reti            | Comp               | Pres               | Reti               | Comp        | Pres        | Reti        | Pres   | Reti   |
| --------------- | ----------------- | --------------- | ---------- | ---------- | --------------- | --------------- | --------------- | ------------------ | ------------------ | ------------------ | ----------- | ----------- | ----------- | ------ | ------ |
| 2024            | Chacarita Juniors | PBN             | 36         | 4          | CA              | 2               | 0               |                    | -                  | -                  |             | -           | -           | 38     | 4      |
| Totale carriera | Totale carriera   | Totale carriera | 36         | 4          |                 | 2               | 0               |                    | -                  | -                  |             | -           | -           | 38     | 4      |